# Laurence Modaine-Cessac
Laurence Modaine-Cessac   (Douai, 28 de desembre de 1964) és una tiradora d'esgrima francesa, ja retirada, especialista en floret, que va competir durant les dècades de 1980 i 1990.
Durant la seva carrera esportiva va prendre part en quatre edicions dels Jocs Olímpics d'Estiu, els compresos entre els Jocs de Los Angeles de 1984 i els d'Atlanta de 1996. El millor resultat el va aconseguir el 1984, a Los Angeles, on guanyà la medalla de bronze en la prova del floret per equips del programa d'esgrima. En posteriors edicions destaquen dues quartes posicions en la prova del floret individual, el 1992 i 1996 i dues cinquenes posicions en la prova de floret per equips dels mateixos anys.
En el seu palmarès també destaca una medalla de bronze al Campionat del món d'esgrima de 1994.
El 2 de febrer de 2017 fou nomenada Directora Tècnica Nacional de la Federació francesa d'esgrima.